# 石村英雄
石村 英雄（いしむら ひでお、1903年（明治36年）9月16日 - 1963年（昭和38年）4月24日）は、昭和期のジャーナリスト、労働運動家、実業家、政治家。衆議院議員（4期）。

## 経歴
山口県吉敷郡大歳村出身。1926年（大正15年）東京帝国大学経済学部経済学科を卒業した。
中外商業新報社に入社し記者として勤務。経済部に所属して、国内外の経済や財政金融の調査研究を行った。記者と並行して労働運動に身を投じ、日本俸給生活者組合評議会執行委員として会社員の生活向上に尽力した。1928年（昭和3年）中外商業新報社を退職、その後もときには触法行為となりながらも労働運動を続けた。山口に帰郷、山口県燃料配給統制組合理事長、山一燃料取締役社長、山口県地方労働委員会委員、中日文化研究所理事などを務めた。
1945年（昭和20年）山口市会議員となる。1953年（昭和28年）4月の第26回衆議院議員総選挙に山口県第2区から左派社会党公認で出馬して初当選し、その後、1960年（昭和35年）11月の第29回総選挙まで再選され、衆議院議員に連続4期在任した。この間、日本社会党政策審議会財政金融委員長、同塩業対策特別委員長、同政策審議会副会長、日中文化研究所理事、日本国民救援会常任理事などを務めた。
1961年（昭和36年）2月、癌で手術を受け一度は回復するも1962年（昭和37年）暮れに再発、1議員在任中の1963年4月24日、東京都千代田区の九段坂病院で死去した。59歳没。死没日付をもって従四位勲二等に叙され、瑞宝章を追贈された。追悼演説は同年5月9日、衆議院本会議で佐藤榮作により行われた。